# Rob Shepherd
Rob Shepherd   (Harrogate, 21 de gener de 1953) és un ex-pilot de trial anglès. A finals de la dècada del 1970 va ser un dels competidors més destacats del Campionat del Món de trial, primer com a oficial de Montesa i després d'Honda. Amb la primera, va guanyar sengles edicions del Scott Trial (1972) i del British Experts Trial (1976) i amb la segona, el 1977 va tornar a posar d'actualitat les motocicletes de trial amb motor de quatre temps en guanyar el primer campionat britànic des del de Sammy Miller de 1964 (amb l'Ariel GOV 132) i obtenir la primera victòria en una prova del mundial d'una moto amb aquesta mena de motor.

## Trajectòria esportiva
Nascut al si d'una família de grangers amb grans possessions de terres a Pateley Bridge (un petit poble del municipi de Harrogate situat a la vall de Nidderdale), Rob Shepherd va viure envoltat de l'ambient del trial des dels catorze anys, quan el Wetherby Motor Cycle Club va començar a organitzar-ne proves a l'extensa finca familiar amb permís del seu pare. Rob va debutar de ben jove en competició amb una antiga Greeves. Més tard, son pare li comprà una Cotton amb la qual va practicar per la granja fins que, a setze anys, era ja un pilot expert. Després d'alguns èxits en proves locals es va comprar una Montesa Cota 247 i el 1970, a només disset anys, fou onzè al British Experts Trial. Gràcies a aquest èxit, un concessionari local li va proporcionar una Bultaco Sherpa T i durant el 1971 va competir-hi en proves nacionals per tot Anglaterra.
Un cop hagué aconseguit el suport de l'importador de Montesa al Regne Unit, obtingué nombrosos èxits amb la seva nova Cota 247, entre ells el desè lloc a l'edició de 1971 dels Sis Dies d'Escòcia de Trial i el cinquè a la de 1972. Aquell segon any, a més, fou desè al Campionat d'Europa i va guanyar l'Scott Trial.

### Oficial de Montesa (1973-1976)
De cara a la temporada de 1973, Montesa el va fitxar com a pilot de fàbrica. Shepherd guanyà aquell any el prestigiós Trofeu Pinhard per al pilot sub-21 més prometedor i va acabar entre els deu primers en la majoria de proves en què participà. Montesa li va proporcionar un dels nous prototips de 310 cc i hi va acabar el campionat d'Europa en sisena posició. Aquella moto fou l'embrió de la futura Cota 348 que a partir de 1975 va acabar de desenvolupar Malcolm Rathmell. Després de tres temporades fluixes entre els anys 1974 i 1976, Montesa li va comunicar que no li renovaria el contracte. Malgrat tot, a finals d'any va reviscolar i encara va poder guanyar el British Experts Trial.

### Amb l'Honda 4T (1977-1980)
En trobar-se sense moto per al 1977, va fer cas del suggeriment del seu amic Nick Jefferies, aleshores a l'equip britànic d’Honda, i va provar l'Honda RTL de quatre temps que havia estat desenvolupant Sammy Miller des de 1974. Un cop provat satisfactòriament el prototip a la seva granja, malgrat que Montesa s'hi havia repensat i volia mantenir-lo a l'equip, Shepherd va decidir signar amb Sammy Miller. A començaments de gener de 1977, Shepherd va guanyar la seva primera prova a Anglaterra amb l'Honda i, poc després, la primera prova de categoria National, cosa que representà la primera victòria en la màxima categoria d'una moto de quatre temps en 12 anys. Tot seguit va guanyar la primera ronda del campionat britànic.

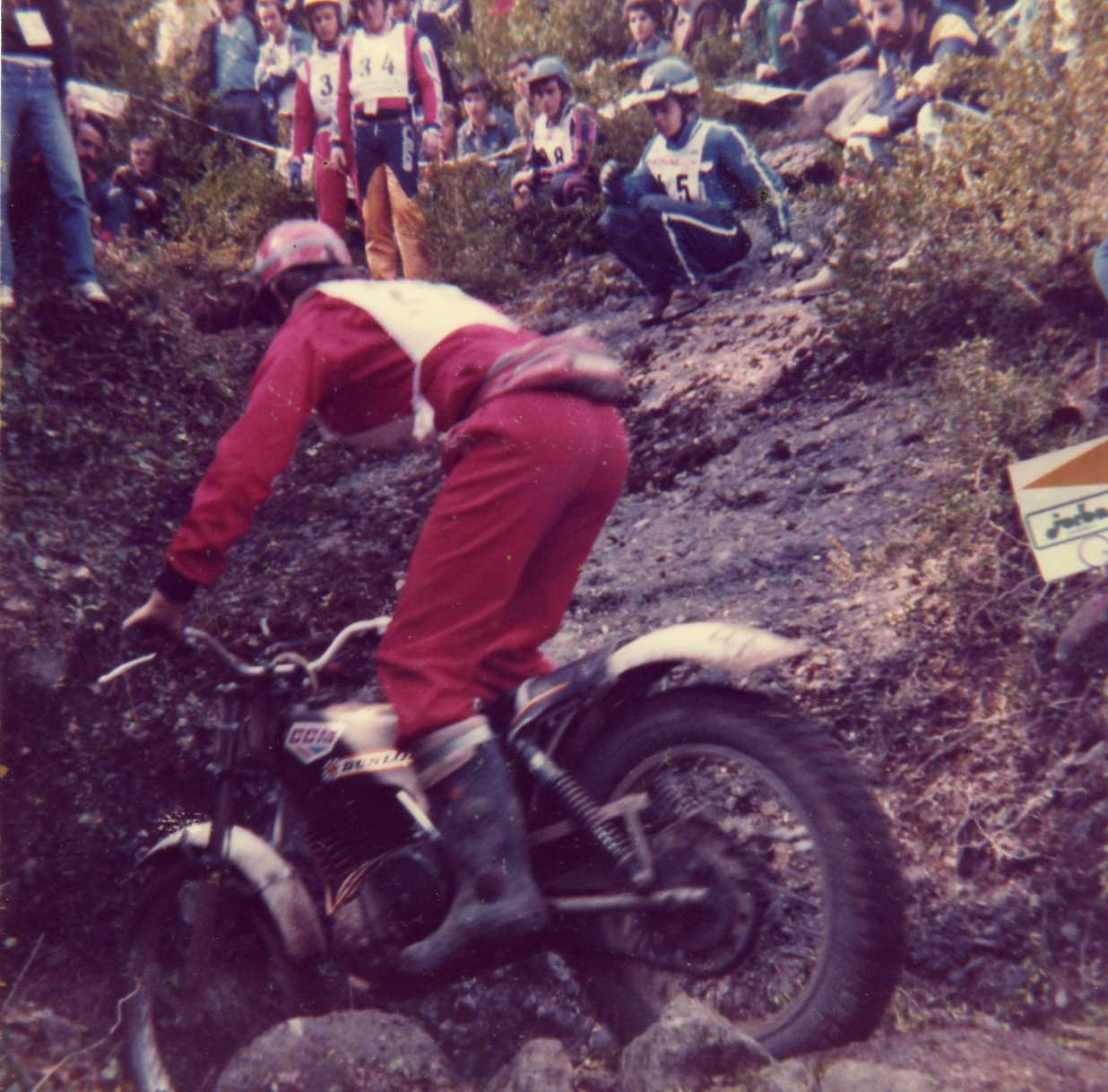
Assegut, Rob Shepherd (38) observa el pas de Nick Jefferies per una zona del Trial de Sant Llorenç de. Al seu costat, Martin Lampkin (34) i Yrjö Vesterinen (36)

Honda, que seguia aquests èxits amb interès, li va enviar una nova motocicleta des del Japó amb canvis al motor (aquest, de carrera curta en comptes de la llarga de l'altre). Shepherd no se sentia tan a gust amb el nou prototip i el seu rendiment va baixar. A partir del Trial de Bèlgica, la tercera prova del mundial, va decidir de tornar al model anterior i els resultats van ser excel·lents: acabà la prova en quart lloc, al maig fou cinquè als Sis Dies d'Escòcia, després va guanyar el campionat britànic i va aconseguir la primera victòria d'una moto de quatre temps al campionat del món de trial, concretament a Finlàndia. Va acabar el mundial en cinquè lloc, un èxit sense precedents per a una motocicleta de quatre temps.
Malgrat la seva magnífica temporada, a finals d'any es va saber que Honda havia decidit retirar-se del trial. Miller, assabentat de la notícia abans de la finalització del campionat britànic, l'havia mantinguda en secret per tal de no afectar la concentració de Rob Shepherd. Quan finalment es va fer públic, nombrosos fabricants van voler fitxar l'anglès: SWM el va convidar a Itàlia i Montesa li va oferir el lloc principal al seu equip quan Malcolm Rathmell va sortir-ne per anar a Suzuki. Shepherd, però, no va signar res i la situació es va allargar fins a començaments de la temporada de 1978. Aleshores, quan Honda ja havia retirat tots els motors de l'equip de Miller, Rob Shepherd va anunciar que, finalment, seguiria pilotant la moto japonesa una altra temporada gràcies al cap d'Honda UK, Gerald Davison, que havia invertit part del seu pressupost anual per a aconseguir-li dues motocicletes i tres motors.
De cara a aquella temporada, Honda va construir-li una nova moto més curta i amb una cilindrada de 359 cc, pintada tota de vermell (la de 1977 era blanca i vermella), que va arribar a Gran Bretanya poc abans dels Sis Dies d'Escòcia. Amb aquella Honda RTL 360, Shepherd acabà la prova en cinquè lloc. Acabà l'any amb el subcampionat britànic i el cinquè lloc final al mundial. Al Scott Trial va poder acabar-hi tercer tot i haver d'arribar empenyent la moto en haver-se quedat sense combustible. A finals d'any va estar-se 12 dies al Japó posant a punt la nova moto.
Va començar la temporada de 1979 amb victòria al Trial d'Irlanda, però tot seguit l'Honda va esdevenir inestable. Als Sis Dies d'Escòcia hi acabà quart tot i haver arribat a encapçalar la prova. Finalment, va acabar el mundial en sisena posició, el campionat britànic en la tercera i l'Scott Trial en la quarta. El 1980 fou un any frustrant: després d'acabar els Sis Dies d'Escòcia en tercera posició, a mesura que avançava l'any es va anar desmotivant i va acabar novè al mundial, tot i que encara va acabar tercer tant al campionat britànic com a l'Scott Trial. Aquella temporada havia entrat a l'equip d'Honda el jove belga Eddy Lejeune i Shepherd va quedar eclipsat (Lejeune va guanyar finalment tres títols mundials amb l'Honda entre el 1982 i el 1984). La seva darrera prova amb Honda va ser el British Experts Trial, del qual es va retirar en lesionar-se el genoll.

### El darrer any amb Yamaha (1981)
De cara al 1981, Honda va decidir no renovar-li el contracte. Shepherd, de nou sense equip, va decidir acceptar l'oferta de John Shirt per a pilotar les seves Yamaha Majesty, unes competitives motocicletes que Shirt produïa associat amb Mick Andrews. Shirt va fitxar, a més de Rob, el seu germà Norman Shepherd (també pilot de trial) per a disputar el campionat britànic i algunes proves seleccionades, entre elles els Sis Dies d'Escòcia i l'Scott Trial. De nou amb una motocicleta amb motor de dos temps, Rob Shepherd va començar bé al campionat britànic, però a les dues primeres proves del mundial (Irlanda i Gran Bretanya) hi va acabar del vintè cap avall. No va poder acabar els Sis Dies a causa d'un problema familiar, però la resta de l'any va aconseguir bons resultats a Anglaterra, entre ells el quart lloc a l'Scott Trial.
Acabada la temporada, Rob Shepherd es va retirar de les competicions després d'una curta etapa en què participà en trials locals amb una Bultaco privada. El balanç final de la seva carrera, que abastà 13 anys, inclou un campionat britànic, 13 podis al mundial de trial (amb dues victòries incloses) i més de 40 victòries en proves nacionals.

## Palmarès
| Any  | Motocicleta | Campionat del Món | Campionat britànic | Altres                |
| ---- | ----------- | ----------------- | ------------------ | --------------------- |
| 1971 | Montesa     | -                 | 10è                |                       |
| 1972 | Montesa     | 10è               | 7è                 | 1r al Scott Trial     |
| 1973 | Montesa     | 6è                | ?                  |                       |
| 1974 | Montesa     | 12è               | ?                  |                       |
| 1975 | Montesa     | 14è               | 4t                 |                       |
| 1976 | Montesa     | 23è               | 4t                 | 1r al British Experts |
| 1977 | Honda       | 5è                | 1r                 |                       |
| 1978 | Honda       | 5è                | 2n                 |                       |
| 1979 | Honda       | 6è                | 3r                 |                       |
| 1980 | Honda       | 9è                | 3r                 |                       |
| 1981 | Yamaha      | -                 | 9è                 |                       |

1. ↑  Fins al 1974 el Campionat era d'Europa, i a partir de 1975 va passar a anomenar-se Campionat del Món